# Ди Джакомо, Марина
Марина Эмильсе ди Джакомо (итал. Marina Emilse Di Giacomo; род. 9 января 1976, Годой-Крус, Мендоса) — аргентинская хоккеистка на траве, полевой игрок. Бронзовый призёр летних Олимпийских игр 2004 года, чемпионка Америки 2004 года, чемпионка Панамериканских игр 2003 года.

## Биография
Марина ди Джакомо родилась 9 января 1976 года в аргентинском городе Годой-Крус.
Играла в хоккей на траве за «Буэнос-Айрес».
В 2003 году в составе женской сборной Аргентины завоевала золотую медаль хоккейного турнира Панамериканских игр в Санто-Доминго.
В 2004 году вошла в состав женской сборной Аргентины на летних Олимпийских играх в Афинах и завоевала бронзовую медаль. Играла в поле, провела 6 матчей, забил 1 мяч в ворота сборной Японии.
В том же году завоевала золотую медаль Панамериканского чемпионата в Бриджтауне.